# Ogólnopolski Klub Miłośników Fantastyki i Science Fiction
Ogólnopolski Klub Miłośników Fantastyki i Science Fiction – pierwsza w Polsce organizacja zrzeszająca miłośników fantastyki. Klub powstał w Warszawie, 26 lutego 1976 r., w wyniku połączenia warszawskiego Klubu Miłośników Fantastyki przy Staromiejskim Klubie Kolekcjonerów „Antykwariat” oraz Studenckiego FAN-Clubu przy klubie SZSP Uniwersytetu Warszawskiego „UBAB” formalnie jako przybudówka Socjalistycznego Związku Studentów Polskich pod patronatem Ministerstwa Kultury i Sztuki. Pierwsze założycielskie spotkanie odbyło się właśnie 26 lutego w klubie „UBAB”, a relację nadano tego samego dnia w telewizyjnym  programie kulturalnym „Pegaz”.
Jednym z pomysłodawców utworzenia OKMFiSF był Stefan Żółtowski. Wśród założycieli klubu byli: Andrzej Wójcik, Grażyna Sanojca, Andrzej Krzepkowski, Jacek Rodek, Zbigniew Jonszta, Andrzej Pruszyński, Mieczysław Kurpisz. W OKMFiSF działali także: Piotr „Raku” Rak, Wiktor Bukato, Ryszard Piekarczyk oraz pisarze: Krzysztof Boruń, Andrzej Trepka czy Marek Oramus. Spotkania klubowe odbywały się w domu studenckim Uniwersytetu Warszawskiego „UBAB”, przy ulicy Kickiego w Warszawie.

## Oddziały
OKMFiSF miał oddziały w: Biłgoraju, Bochni, Bydgoszczy, Bytomiu, Częstochowie, Elblągu, Gdańsku, Gorzowie Wielkopolskim, Krakowie, Lublinie, Łodzi, Poznaniu, Przemyślu, Szczecinie, Świnoujściu, Toruniu i Wrocławiu.

## Działalność
Klub organizował giełdy książki, spotkania z pisarzami, doroczne seminaria „Orbita przyjaźni”. Do ważniejszych przedsięwzięć Klubu należało zorganizowanie konwentów miłośników fantastyki. Konwenty zorganizowano w latach 1977 i 1978 w Warszawie, w 1979 r. w Łodzi, w 1980 r. w Krakowie. Konwent w 1978 r. miał charakter międzynarodowy.
Od 1976 r. wydawał własny biuletyn „Informator Miłośnika Fantastyki”. Współpracował z czasopismami takimi jak Argumenty, itd, Perspektywy, Razem, Nowy Wyraz (w 1977 r. ukazał się numer specjalny poświęcony utworom twórców związanych w Klubem), Sztandar Młodych i Tygodnik Demokratyczny. Był także współwydawcą serii Fantazja–Przygoda–Rozrywka wydawanej w latach 1977-1990 przez Krajową Agencję Wydawniczą (tzw. „seria z glistą”, ukazało się 51 tomików).
Latem 1979 r. w Żegocinie k. Bochni OKMFiSF zorganizował ogólnopolski plener malarsko-literacki „Kafel'79” w którym uczestniczyli m.in. Andrzej Wójcik, Grażyna Sanojca, Andrzej Krzepkowski, Jacek Rodek, Krzysztof Boruń, Andrzej Trepka, Andrzej Szewczyk (artysta malarz), Marek Piekarczyk (gość) i Ryszard Piekarczyk (organizator, założyciel Oddziału OKMFiSF w Bochni).
OKMFiSF rozwiązano w 1981 r. W jego miejsce powstało Polskie Stowarzyszenie Miłośników Fantastyki.